# Sheykhānehvar
Sheykhānehvar (persiska: شیخانه ور) är en ort i Iran.   Den ligger i provinsen Gilan, i den norra delen av landet, 210 km nordväst om huvudstaden Teheran. Sheykhānehvar ligger 10 meter över havet och antalet invånare är 952.
Terrängen runt Sheykhānehvar är platt norrut, men söderut är den kuperad. Runt Sheykhānehvar är det ganska tätbefolkat, med 155 invånare per kvadratkilometer. Närmaste större samhälle är Lāhījān, 3,8 km väster om Sheykhānehvar. Omgivningarna runt Sheykhānehvar är en mosaik av jordbruksmark och naturlig växtlighet.